# Rezerwat przyrody Wąwóz Szaniawskiego
Rezerwat przyrody Wąwóz Szaniawskiego – leśny rezerwat przyrody utworzony w 1977 r. na terenie wsi Jadwisin w gminie Serock.
Początkowo zajmował 11,50 ha. W 2011 roku został powiększony do 13,9312 ha. Wokół rezerwatu wyznaczono otulinę o powierzchni 34,03 ha.
Celem ochrony jest zachowanie drzewostanów o charakterze zbliżonym do naturalnego, odznaczających się różnorodnością zbiorowisk roślinnych. Na terenie rezerwatu występuje las mieszany z sosną i pomnikowymi dębami porastającymi zbocze wąwozu i wysoką skarpę doliny Narwi.
Inne gatunki występujące na terenie rezerwatu to klon, lipa, grab, w podszycie leszczyny, porzeczki alpejskie, głóg dwuszyjkowy. Urozmaicenie stanowi resztka drzewostanu parkowego, złożonego z tuj, topoli kanadyjskich i robinii. Ogółem wyróżniono 34 pomniki przyrody w tym 2 głazy – granity.
Nazwa rezerwatu pochodzi od nazwiska pisarza Jerzego Szaniawskiego, który był właścicielem okolicznych ziem. Na terenie rezerwatu znajdują się ruiny dworku Szaniawskich, który spłonął we wrześniu 1977 roku.
W pobliżu, na północ od Zegrzynka, znajduje się rezerwat „Jadwisin”.